# Leicester
Leicester [ˈlɛstə] ⓘ ist eine Stadt in den englischen East Midlands am Soar. Sie ist traditionell Verwaltungssitz der Grafschaft Leicestershire im Vereinigten Königreich Großbritannien und Nordirland und liegt am Rand des English National Forest.

## Allgemeines

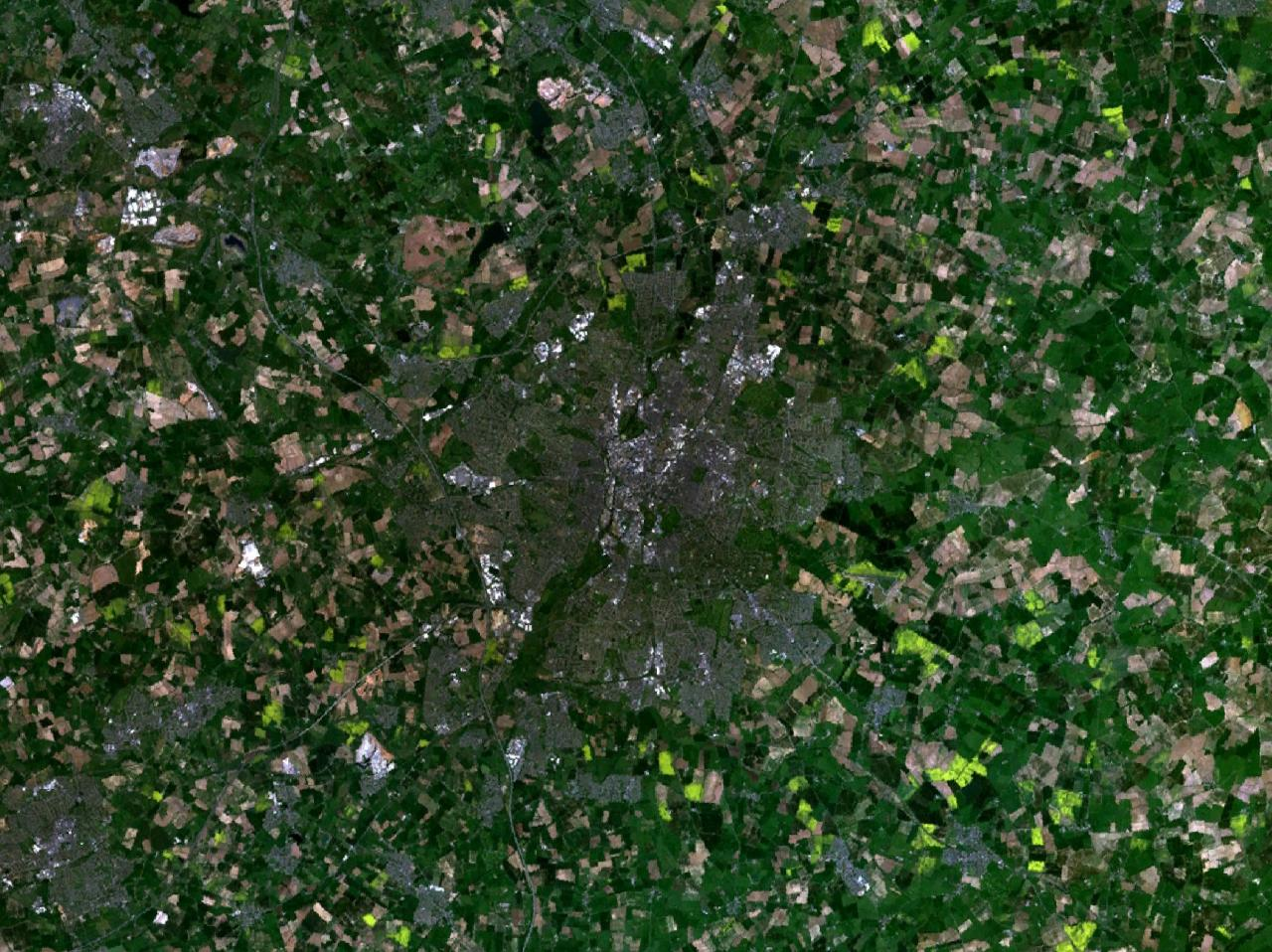
Satellitenbild von Leicester

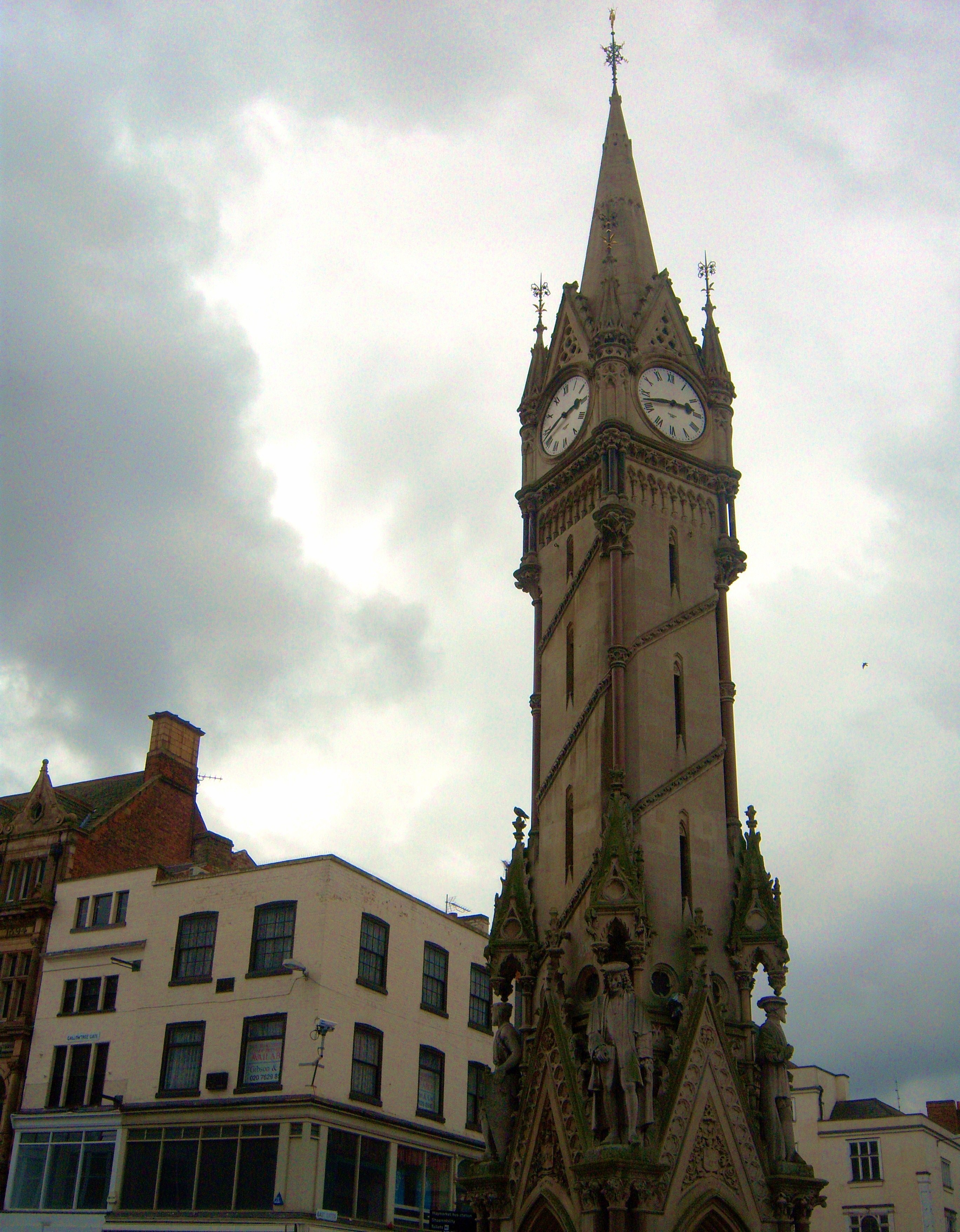
Der Uhrenturm (Clock Tower)

Die Stadt liegt am Motorway M1 und an der Eisenbahnfernverkehrsstrecke zwischen London und Sheffield (Midland Main Line).
Zu den Hauptindustrien Leicesters gehören heute die Produktion von Lebensmitteln, Trikotagen, Schuhen, Strickwaren und Maschinen. Außerdem gibt es Elektronikindustrie, Druckereien und kunststoffverarbeitende Betriebe.
In Leicester gibt es zwei Universitäten, die University of Leicester (gegr. 1952) und die De Montfort University (gegr. 1992).
Das Stadtzentrum ist hauptsächlich im viktorianischen Stil erbaut, spätere Bauwerke fügen sich recht gut ein. Das Herz der Innenstadt ist der Uhrenturm, der an der Kreuzung von fünf in die Stadt führenden Straßen steht. Heute sind zwei dieser Straßen Fußgängerzonen. In der Nähe befindet sich Leicester Market, der größte überdachte Markt Europas.
Der historische Kern der Stadt liegt ein wenig westlich vom Zentrum. Hier finden sich Leicester Castle, die Kathedrale, die Kirche St. Mary de Castro und die Jewry Wall.

## Geschichte
Leicester ist eine der ältesten Städte Englands; ihre Geschichte reicht nahezu 2000 Jahre zurück. Die Stadt wurde ca. 50 n. Chr. von den Römern als Militärlager gegründet. Diese nannten die Römer Ratae Corieltavorum (auch Ratae Coritanorum); der Name leitet sich von den Corieltauvi, einem keltischen Stamm ab, der vor den Römern in dieser Gegend lebte. Ratae Coritanorum wurde zu einem wichtigen kaufmännischen und militärischen Zentrum und einer der größten Orte im römischen Britannien.
Als die römischen Soldaten Britannien im 5. Jahrhundert verließen, war der Ort größtenteils unbewohnt, wurde später aber von den Sachsen wiederbesiedelt. Ein Teil des römischen Straßennetzes ist heute noch zu sehen.
Es wird angenommen, dass der Name „Leicester“ aus den Wörtern castra, lateinisch für „Feld-, Kriegslager“, und Ligore „Einwohner am Fluss Legro“ (dem früheren Namen des Soar) – gebildet ist. Im 8. Jahrhundert wird der Ort als Legro Ceaster erwähnt. Drei Jahrhunderte später wird er im Domesday Book als Ledecestre verzeichnet. Dieser Name hat sich im Laufe der Zeit zum heutigen Leicester entwickelt.
Im 9. Jahrhundert wurde die Stadt von den Wikingern erobert und zu einer der fünf boroughs (befestigten Städten) im Danelag. Der Bischof von Leicester floh daraufhin nach Dorchester-on-Thames, und Leicester bildete in der Folgezeit bis ins 20. Jahrhundert keine eigenständige Diözese mehr.
Im Mittelalter gelangte Leicester zu einiger Bedeutung, im Domesday Book wird es als civitas (Stadt) verzeichnet (city). Seinen Status als Stadt verlor Leicester dann jedoch im 11. Jahrhundert im Machtkampf zwischen der Kirche und dem Adel. Erst 1919 wurden Leicester die Stadtrechte wieder zuerkannt.
1265 zwang Simon V. de Montfort König Heinrich III. dazu, das erste Parlament Englands im Leicester Castle einzuberufen.
Mit dem Bau des Grand-Union-Kanal in den 1790er Jahren, durch den Leicester mit  London und Birmingham verbunden wurde, begann eine schnelle Industrialisierung. Hauptsächlich wurden zunächst Trikotagen und Schuhe produziert, im 20. Jahrhundert dann vorwiegend Maschinen.
Mit der Eröffnung der Leicester and Swannington Railway erreichte die Eisenbahn 1832 Leicester. 1840 wurde die Stadt durch die Midland Counties Railway mit dem nationalen Eisenbahnnetz verbunden – dies brachte einen weiteren Schub für das industrielle Wachstum. Seit 1900 bot die Great Central Railway eine alternative Eisenbahnverbindung nach London, bis die Strecke 1966 stillgelegt wurde; auf dem Abschnitt von Leicester North nach Loughborough verkehrt heute eine Museumsbahn.
Das Borough Leicester wuchs während des 19. Jahrhunderts; 1892 wurden die Orte Belgrave, Aylestone und North Evington eingemeindet. Leicester wurde zu einem der County Boroughs, die aber 1972 wieder abgeschafft wurden, sodass Leicester zunächst zu einem Distrikt von Leicestershire wurde, 1997 dann aber zu einer Unitary Authority und damit zu einer von Leicestershire wieder unabhängigen Verwaltungseinheit. Die Stadt gehört heute nur noch zu Zwecken der Lord-Lieutenancy zur zeremoniellen Grafschaft Leicestershire.
Heute ist Leicester unterteilt in die Verwaltungsbezirke (administrative wards) Abbey, Aylestone, Beaumont Leys, Belgrave, Braunstone Park & Rowley Fields, Castle, Charnwood, Coleman, Evington, Eyres Monsell, Fosse, Freemen, Humberstone & Hamilton, Knighton, Latimer, New Parks, Rushey Mead, Spinney Hills, Stoneygate, Thurncourt, Westcotes und Western Park.
In den Jahrzehnten nach dem Zweiten Weltkrieg zogen viele Einwanderer vom indischen Subkontinent nach Leicester; in den frühen 1970er Jahren kamen zudem viele Menschen aus Uganda, ebenfalls vorwiegend Inder. Die Einwanderer machen ca. 40 Prozent der Bevölkerung Leicesters aus; damit ist die Stadt eine der ethnisch vielfältigsten im Vereinigten Königreich. Leicester wird heute häufig als Modell für Toleranz angesehen, obwohl die neofaschistische British National Front in den 1970er Jahren hohe Stimmenanteile verzeichnen konnte. Zum Census 2011 waren 50,6 % der Bewohner Leicesters weiß, 37,1 % waren Asiaten, 6,3 % schwarz; 33,6 % der Bewohner der Stadt waren im Ausland geboren.
In der COVID-19-Pandemie lag zur Jahresmitte 2020 ein besonderer Fokus der Regierung auf Leicester, weil die Stadt mit hohen Zahlen an Infizierten innerhalb Großbritanniens auffällig herausstach.

## Kultur
Zu den Kulturstätten gehören
- das Haymarket Theater
- das Phoenix Arts Zentrum
- die De Montfort Hall.

## Sport
Die beiden bekanntesten Sportvereine sind der Fußball-Verein Leicester City, welcher in der Saison 2015/16 erstmals englischer Meister wurde, und das Rugby-Union-Team Leicester Tigers. Ferner gibt es das Basketball-Team Leicester Riders und den Leicestershire County Cricket Club. In Leicester fanden die britischen und Weltmeisterschaften im Bahnradfahren statt. Die zwei größten Stadien sind das King Power Stadium (Fußball) und das Welford Road Stadium (Rugby).
Das Speedway-Team von Leicester, die Leicester Lions, startet in der britischen Elite League.
Leicester war unter anderem einer der Austragungsorte bei dem Cricket World Cup 1983, der Rugby-Union-Weltmeisterschaft 1991, dem Cricket World Cup 1999, der Rugby-Union-Weltmeisterschaft 1999 und der Rugby-Union-Weltmeisterschaft 2015.
In der Leicester Arena wurden eine Reihe von Turnieren der Darts-Tour und der World Snooker Tour ausgetragen. Der vierfache Snooker-Weltmeister Mark Selby kommt aus der Stadt.

## Medien
Werktäglich erscheint die Tageszeitung Leicester Mercury. Die BBC betreibt in Leicester das Studio für das Hörfunkprogramm BBC Radio Leicester.

## Politik

### Leicester City Council
- Greens: 3
- Labour: 31
- LibDem: 3
- Cons.: 15
- Unabh.: 2

## Sehenswürdigkeiten
Historische Gebäude:
- Belgrave Hall,
- Jewry Wall,
- Leicester Cathedral

Parks:
- Leicester Botanic Gardens,
- Abbey Park,
- Victoria Park,
- Gorse Hill City Farm

Industrie:
- Abbey Pumping Station,
- National Space Centre

## Berühmte Personen

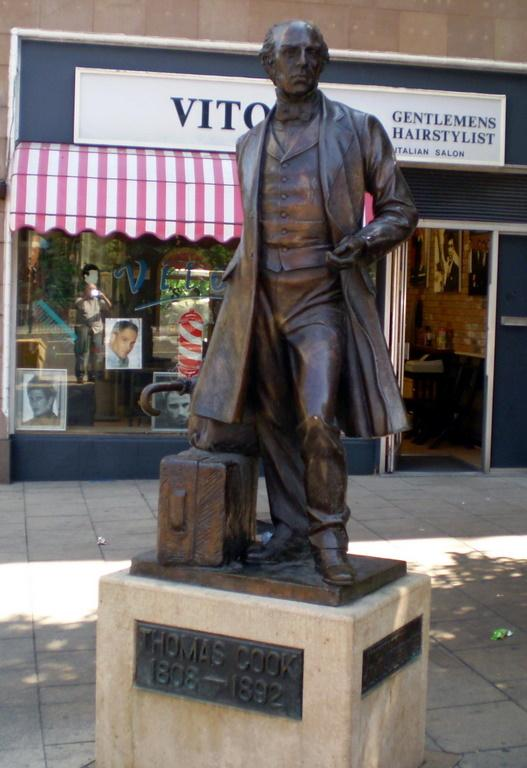
James Walter Butler: Thomas-Cook-Statue, Leicester, 1993

- Simon de Montfort, 6. Earl of Leicester (1208–1265), Adeliger französischer Abstammung
- König Richard III. (1452–1485)[4], König von England
- George Fox (1624–1691), einer der Gründerväter der Quäker
- Thomas Cook (1808–1892), Tischler, Baptistenprediger und Tourismuspionier
- Richard Attenborough (1923–2014), Schauspieler, Regisseur sowie mehrfacher Oscar- und Golden-Globe-Preisträger
- David Attenborough (* 1926), Tierfilmer und Naturforscher
- Greville Janner, Baron Janner of Braunstone (1928–2015), britischer Politiker
- Engelbert Humperdinck (* 1936), Schlagersänger
- Jon Lord (1941–2012), Musiker
- David Icke (* 1952), Fußballspieler, Publizist und Verschwörungstheoretiker
- Willie Thorne (1954–2020), Snookerspieler
- Gary Lineker (* 1960), Fußballspieler und -kommentator
- Sam Bailey (* 1977), Popsängerin
- Mark Selby (* 1983), Snookerspieler
- Louis Heathcote (* 1997), Snookerspieler
- Nikola Jović (* 2003), serbischer Basketballspieler

sowie:
- Kasabian, Rockband

## Söhne und Töchter der Stadt
Bekannte Persönlichkeiten aus Leicester sind unter anderem der Entomologe und Volkskundler William Forsell Kirby, der Naturforscher, Evolutionsbiologe und Entomologe Henry Walter Bates, der Schwimmer und Olympiasieger John Arthur Jarvis, die Schriftsteller Charles Percy Snow, Sue Townsend und Colin Wilson, die Schauspieler Graham Chapman und Richard Armitage, der Filmproduzent Stephen Frears, die Musiker Jon Lord und John Deacon, die Autorennfahrer Roger Williamson und Jamie Green, die Fußballspieler Peter Shilton und Emile Heskey sowie der viermalige Snooker-Weltmeister Mark Selby.

## Städtepartnerschaften
Leicester unterhält Städtepartnerschaften mit
- Chongqing, Volksrepublik China
- Krefeld, Deutschland
- Masaya, Nicaragua
- Rajkot, Indien
- Straßburg, Frankreich